# Swish
Swish er et mobilt betalingssystem i Sverige. Tjenesten blev lanceret i 2012 af seks store svenske banker. Den havde 6,5 millioner brugere i september 2018.
Tjenesten fungerer gennem en smartphone, hvor brugerens telefonnummer er koblet til en bankkonto, sådan at det er mulig at overføre penge. Brugeren skal installere mobilapplikationen Mobilt BankID, som er en elektronisk identifikation udstedt af flere banker i Sverige. Dette kræver at brugeren har en bankkonto i en svensk bank som deltager i systemet og et svensk personnummer. Telefonnummeret kan være fra et andet land. Brugere som ikke har en egnet mobiltelefon kan kun registrere sig til at modtage betalinger, hvilket betyder at betalingerne vil blive bekræftet med SMS.
Swish var hovedsagelig ment til transaktioner mellem enkeltpersoner, men det begyndte hurtigt at blive brugt til indsamlinger under gudstjenester, af idrætsforeninger og andre organisationer som betaling ved små arrangementer, hvor en kreditkortterminal ville være for dyr eller upraktisk. Små selskaber som ønskede at undgå kreditkortafgifter fulgte snart efter. I januar 2017 blev Swish lanceret til netbaseret salg, som hurtigt blev populært og for eksempel bliver brugt af togoperatøren SJ.